# 蘇師旦
蘇師旦（?—?），南宋平江（蘇州）人，為韓侂冑黨羽，官至安遠軍節度使。

## 生平
平江（今江蘇蘇州）人，韓侂冑幕府書吏出身，慧黠能言，因阿附韓侂冑得寵。嘉泰二年（1202年），以知閣門事兼樞密都承旨。嘉泰三年五月，以师旦为定江军承宣使。開禧元年（1205年），為安遠軍節度使、領閣門事，為韓侂冑規劃開禧北伐攻金。北伐失利，韓侂冑悔為蘇師旦所誤。
開禧三年，玉津園之變，韓侂冑被史彌遠所刺殺，史彌遠將蘇師旦抄家，貶至韶州（今廣東韶關），又殺師旦，將二人之首級函送金軍。